# Корнєєв Іван Ілліч
Іван Ілліч Корнєєв (5 травня 1914 — 14 червня 1989) — радянський військовослужбовець, учасник Другої світової війни, Герой Радянського Союзу, навідник гармати 147-го гвардійського артилерійського полку 15-ї гвардійської кавалерійської дивізії 7-го гвардійського кавалерійського корпусу 1-го Білоруського фронту, гвардії сержант.

## Біографія
Іван Ілліч Корнєєв народився 5 травня 1914 року в селі Сінокосне, нині Осакаровського району Карагандинської області Республіки Казахстан. Росіянин. Закінчив сім класів. Член КПРС з 1950 р.
У 1935—1936 роках працював у радгоспі «Сакмар» Зіанчуринського району Башкирської АРСР.
У Радянську армію призивався двічі: у 1936 році Зіанчуринським райвійськкоматом і в липні 1941 року Чуйським райвійськкоматом Джамбульської області (Казахстан).
У 1936—1939 роках проходив службу на Далекому Сході і в Монгольській Народній Республіці.
У роки війни воював на Сталінградському, Південно-Західному, Степовому, Центральному, Білоруському, 1-му Білоруському фронтах.
Учасник параду Перемоги в Москві.
Після війни І. І. Корнєєв жив у м. Жигульовську Самарської області, потім переїхав до Оренбурга.

## Подвиг
«15 січня 1945 р. йшов запеклий бій з ліквідації фашистського угруповання в районі м. Паб'яніце (Польща). Гітлерівці безперервно атакували позиції, прагнучи вирватися з оточення.
5 танків рухалися на позицію, де була ретельно замаскована гармата навідника гвардії сержанта І.І. Корнєєва (147-й гвардійський артилерійський полк, 15-а гвардійська кавалерійська дивізія, 7-й гвардійський кавалерійський корпус, 1-й Білоруський фронт). Відбиваючи атаку, він знищив два танки, а решту змусив повернути назад. В атаку кинулися ворожі автоматники. І.І. Корнєєв ударив по них шрапнеллю. Незважаючи на втрати, противник продовжував атаку. І.І. Корнєєв став знищувати фашистів гранатами і з автомата. Так він утримував позицію, не даючи фашистам вирватися з оточення до підходу підкріплення».
Звання Героя Радянського Союзу Корнєєву Івану Іллічу присвоєно 27 лютого 1945 року.

## Нагороди
- Медаль «Золота Зірка» (№ 5219) Героя Радянського Союзу (27.02.1945);
- орден Леніна (27.02.1945);
- орден Червоного Прапора;
- два ордени Вітчизняної війни 1-го ступеня;
- орден Вітчизняної війни 2-го ступеня;
- орден Червоної Зірки;
- медалі СРСР.